# Phản ứng chạy trốn

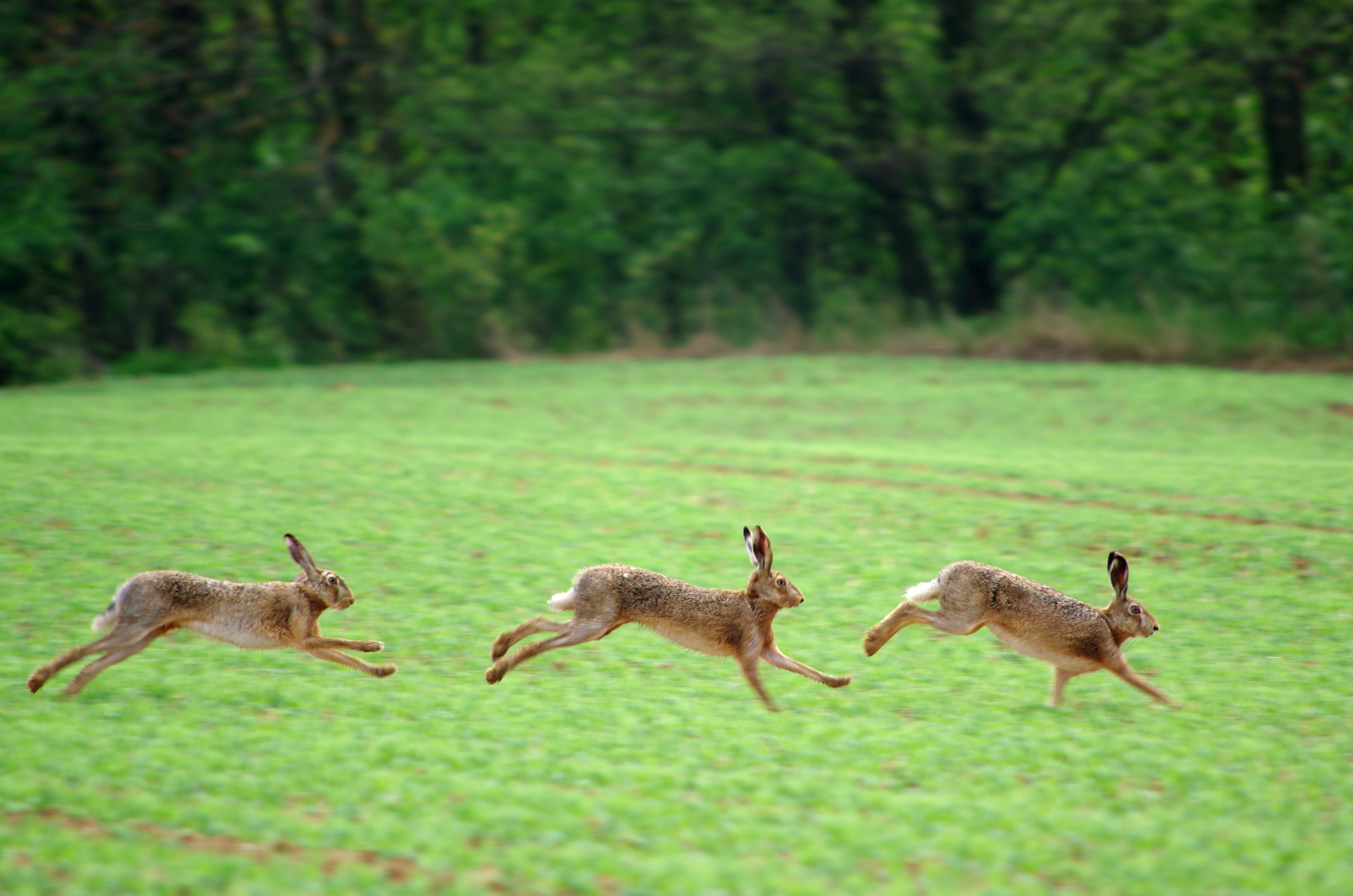
Thỏ là một trong những loài thú phản ứng nhạy với những hiểm nguy để nhanh chóng đào thoát

Phản ứng chạy trốn (Escape response) hay phản xạ bỏ trốn hay hành vi trốn chạy là một dạng hành vi của động vật gồm một loạt các chuyển động nhanh chóng được thực hiện bởi một động vật để đáp ứng với sự đề phòng đối với kẻ săn mồi hoặc những nguy hiểm khác. Một số loại phản ứng trốn thoát có thể bao gồm ngụy trang, nằm im bất động, đứng yên và sự chạy trốn, tẩu thoát nhanh chón trong số những loại khác. Đây là hành vi tự nhiên nhằm chống lại động vật ăn thịt thay đổi từ loài này sang loài khác.
Trong thực tế, sự khác biệt giữa các cá thể có liên quan đến tăng tỷ lệ sống theo nguyên lý nhanh thì sống, bống thì chết hoặc là chạy hoặc là chết (run or die). Ngoài ra, nó không chỉ đơn thuần là tăng tốc độ mà góp phần vào sự thành công của phản ứng chạy thoát; các yếu tố khác, bao gồm thời gian phản ứng và bối cảnh của từng cá thể có thể đóng một vai trò nhất định. Phản ứng trốn thoát cá thể của một loài động vật cụ thể có thể thay đổi dựa trên kinh nghiệm và trạng thái hiện tại của một con vật

## Đại cương
Tầm quan trọng tiến hóa của phản ứng trốn thoát, một loại hành vi chống động vật ăn thịt một cách đặc biệt, rất quan trọng đối với sự sống còn của các loài. Những cá thể có khả năng thực hiện phản ứng trốn thoát nhanh chóng có nhiều khả năng chạy trốn khỏi kẻ săn mồi và tránh bị săn mồi. Arjun và cộng sự (2017) nhận thấy rằng nó không nhất thiết phải là tốc độ của chính phản hồi, mà là khoảng cách lớn hơn giữa cá thể được nhắm mục tiêu và động vật ăn thịt khi phản hồi được thực thi. Ngoài ra, phản ứng trốn thoát của một cá thể có liên quan trực tiếp đến mối đe dọa của kẻ săn mồi. Những kẻ săn mồi gây rủi ro lớn nhất cho quần thể sẽ gợi lên phản ứng trốn thoát lớn nhất. Do đó, nó có thể là một đặc điểm thích nghi được chọn bởi chọn lọc tự nhiên.
Law & Blake (1996) cho rằng nhiều đặc điểm hình thái có thể đóng góp vào phản ứng trốn thoát hiệu quả của một cá thể, nhưng phản ứng trốn thoát chắc chắn đã bị nhào nặn bởi quá trình tiến hóa. Trong nghiên cứu của họ, họ đã so sánh các on cá gai gần đây hơn với dạng tổ tiên của chúng, cá gai Paxton và thấy rằng hiệu suất của dạng tổ tiên thấp hơn đáng kể. Do đó, người ta có thể kết luận rằng phản ứng này đã bị thúc đẩy bởi quá trình tiến hóa. Sinh học thần kinh của phản ứng thoát thay đổi từ loài này sang loài khác, nhưng một số tính nhất quán tồn tại. 

## Các loài
Ở cá và động vật lưỡng cư, phản ứng trốn thoát dường như được gợi ra bởi các tế bào Mauthner, hai tế bào thần kinh khổng lồ nằm trong rhombomere 4 của vỏ sau. Ở cá ngựa vằn (Danio rerio), chúng cảm nhận được những kẻ săn mồi sử dụng hệ thống cơ quan đường bên của chúng. Khi ấu trùng được định vị bên cạnh động vật ăn thịt, chúng sẽ trốn thoát theo hướng bên tương tự. Theo lý thuyết săn đuổi, cá ngựa vằn được định vị bên và bụng của kẻ săn mồi có nhiều khả năng sống sót hơn là bất kỳ chiến lược thay thế nào. uối cùng, động vật ăn thịt di chuyển càng nhanh (cm/s), cá càng di chuyển xuống dưới nhanh hơn để thoát khỏi săn mồi.
Ở động vật có xương sống, hành vi tránh né dường như được xử lý trong telencephalon. Điều này đã được thể hiện nhiều lần ở cá vàng, vì các cá thể bị cắt điện não bị suy giảm đáng kể trong việc có được hành vi tránh né. Do đó, một số nhà nghiên cứu kết luận rằng thiệt hại đối với telencephalon có thể can thiệp vào nỗi sợ bên trong cảm xúc để tạo ra phản ứng tránh né. Các nhà nghiên cứu thường sẽ gợi lên một phản ứng thoát để kiểm tra tiềm năng của hormone và /hoặc thuốc và mối quan hệ của họ với căng thẳng. Như vậy, đáp ứng thoát là cơ bản cho nghiên cứu giải phẫu và dược lý
Vai trò của phản xạ có điều kiện trong phản ứng thoát hiểm: Nghiên cứu đã phát hiện ra rằng thói quen, quá trình cho phép các cá thể học cách xác định các sự kiện vô hại, có tác động đáng kể đến nhận thức về nỗi sợ hãi trước sự hiện diện của động vật ăn thịt. Thói quen cho phép động vật phân biệt giữa báo động sai và các sự kiện nguy hiểm có thật. Trong khi nhiều cá thể không coi thói quen là một hình thức học tập, nhiều nhà nghiên cứu bắt đầu cho rằng nó có thể là một hình thức học tập kết hợp.
Ví dụ, cá ngựa vằn danios đã quen thuộc với động vật ăn thịt sẽ tiềm ẩn nhiều hơn để chạy trốn hơn những con không quen thuộc với động vật ăn thịt. Tuy nhiên, thói quen không ảnh hưởng đến góc thoát của cá khỏi kẻ săn mồi. Nếu một con vật tham gia vào một phản ứng trốn thoát, nhưng nhiều lần không thể trốn thoát, cuối cùng chúng sẽ ngừng trốn thoát. Điều này được gọi là bất lực học được. Đối với loài ruồi Drosophila melanogaster, tần số của phản ứng thoát sẽ giảm ở một cá thể chịu những cú sốc không thể kiểm soát. Tuy nhiên, việc học này phụ thuộc vào ngữ cảnh, vì khi những con ruồi này được đặt trong một môi trường mới, chúng sẽ lại thể hiện phản ứng trốn thoát.